# Valeri Kaptilov
Valeri Nikolayevich Kaptilov (tiếng Nga: Валерий Николаевич Каптилов; sinh ngày 1 tháng 4 năm 1998) là một cầu thủ bóng đá người Nga thi đấu cho F.K. Dynamo Sankt Peterburg.

## Sự nghiệp câu lạc bộ
Anh có màn ra mắt tại Giải bóng đá chuyên nghiệp quốc gia Nga cho F.K. Dynamo Sankt Peterburg vào ngày 28 tháng 5 năm 2017 trong trận đấu với FC Solyaris Moskva.